# 하상계수
하상계수(河狀係數, 유량변동계수, coefficient of flow fluctuation)란 하천 임의 지점에서 특정 연도 최대유량을 최소유량으로 나눈 값을 말한다.
하상계수 = {\displaystyle {\frac {Q_{max}}{Q_{min}}}}
Qmax : 하천 임의 지점 특정 연도 최대유량
Qmin : 하천 임의 지점 특정 연도 최소유량
하상계수를 하천 유량 변동을 나타낸다. 하상계수가 크면 유량이 안정적이지 못해 취수, 주운, 홍수처리가 어려워지는 단점이 있다. 대한민국 하천들은 여름에 비가 집중되기에 하상계수가 다른 나라들에 비해 큰 편이다.

## 참고 문헌
- 이재수 (2018). 《수문학》 2판. 구미서관. 83쪽. ISBN 9788982252914.
- 국토교통부 (2020). 《국가건설기준 용어집》. 369쪽.